# 2月23日
2月23日（にがつにじゅうさんにち）は、グレゴリオ暦で年始から54日目にあたり、年末まであと311日（閏年では312日）ある。

## できごと

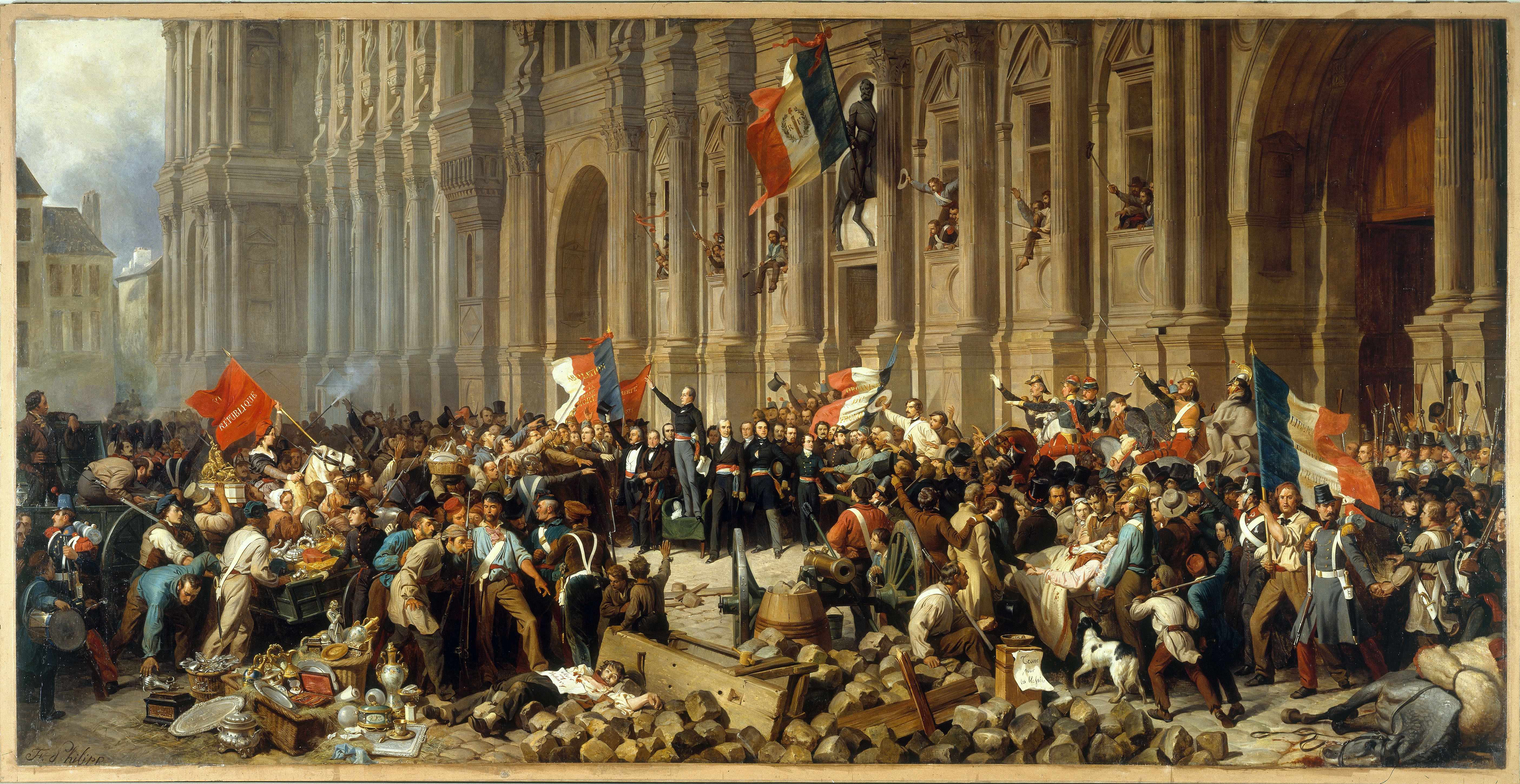
フランス二月革命(1848)。

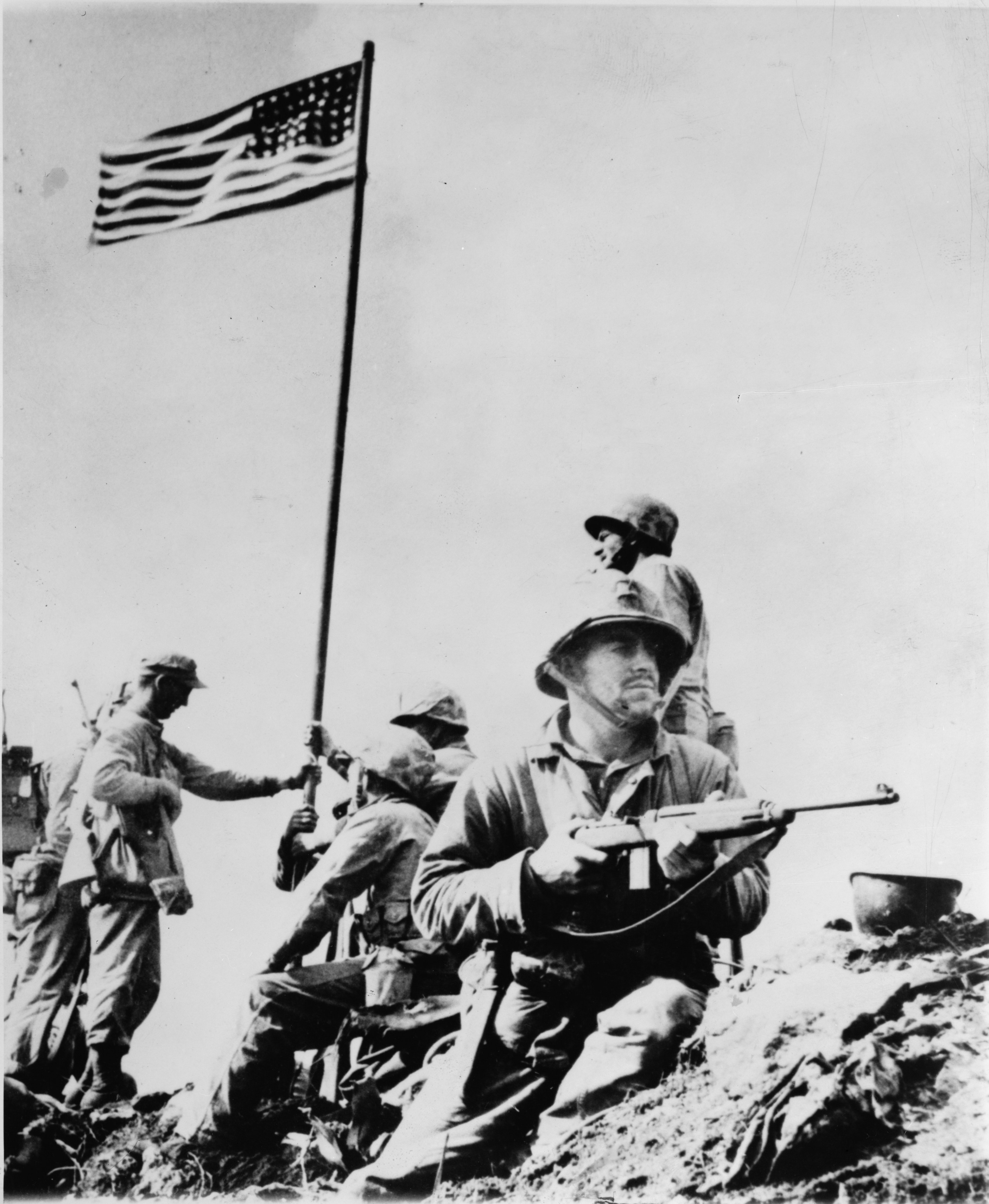
硫黄島の星条旗(1945)。

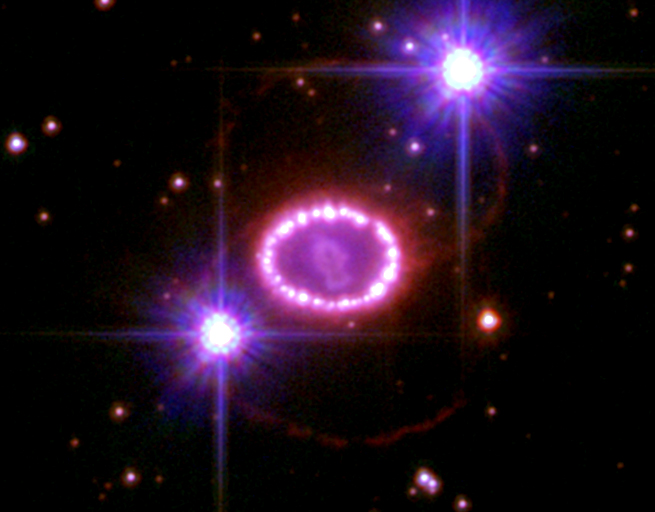
超新星SN 1987A(1987)。

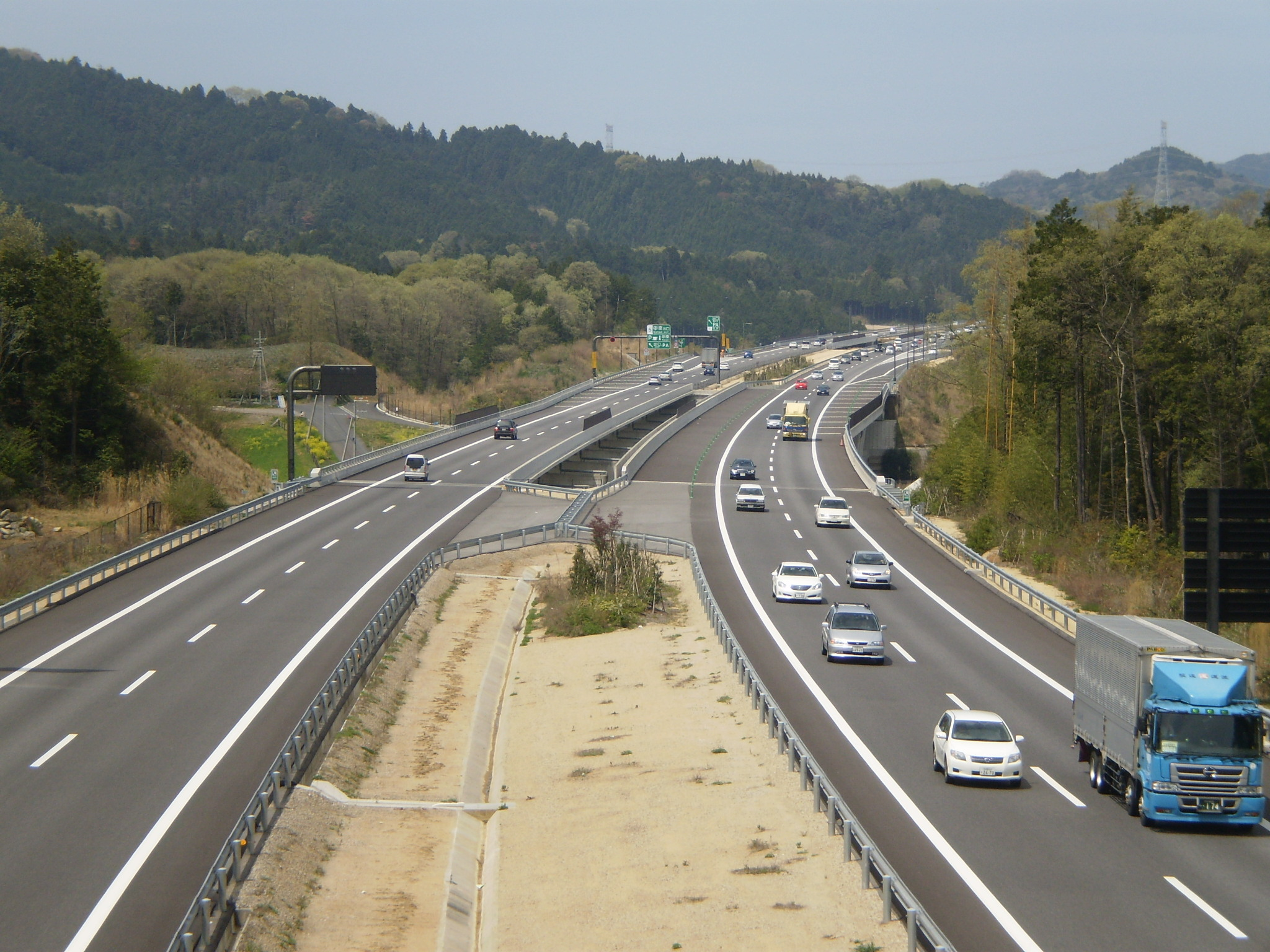
新名神高速道路 亀山JCT-草津田上IC部分開通(2008)。

- 990年（正暦元年1月25日） - 藤原道隆の娘である定子が一条天皇に入内[1]。
- 1455年 - グーテンベルク聖書の印刷が開始される。
- 1660年（ユリウス暦2月13日） - カール11世がスウェーデン王に即位。
- 1623年 - アンボイナ事件起こる。
- 1689年（ユリウス暦2月13日） - イングランドでメアリー2世とウィリアム3世が共に国王に即位。権利の宣言に署名し、名誉革命が終結。
- 1778年 - アメリカ独立戦争: シュトイベン男爵が大陸軍に参加。
- 1836年 - テキサス独立戦争: アラモの戦いが始まる。
- 1848年 - 二月革命: 1848年のフランス革命が始まる。
- 1852年 - ダービー伯爵エドワード・スミス＝スタンリーがイギリスの33代首相に就任し、第1次ダービー内閣が発足。
- 1854年 - 英国代表ジョージ・クラーク卿と25人の「人民代表」の間でブルームフォンテーン協定が締結される[2]。ボーア人入植者がオレンジ自由国を設立した。
- 1886年 - チャールズ・マーティン・ホールがアルミニウムの電気分解法（ホール・エルー法）を発明。
- 1903年 - キューバがアメリカ合衆国にグァンタナモ米軍基地の永久租借を承認。
- 1904年 - 日韓議定書締結。
- 1905年 - シカゴで弁護士ポール・ハリスらが、後にロータリークラブとなる相互扶助クラブの最初の会合を開く。
- 1918年 - 第一次世界大戦でペトログラードへ進むドイツ軍の侵攻に赤軍が抵抗し、赤軍がドイツ帝国軍に初めて勝利（ソ連の陸海軍記念日）。
- 1924年 - 福武電気鉄道が武生新駅〜兵営駅（現・神明駅）を開業。1945年8月1日、合併で福井鉄道になる。
- 1929年 - 説教強盗・妻木松吉を東京で逮捕。
- 1934年 - レオポルド3世がベルギー王に即位。
- 1939年 - 理化学研究所が原子実験室を設置。
- 1941年 - グレン・シーボーグらが、94番元素のプルトニウム (238Pu) を世界で初めて合成。
- 1942年 - 税務代理士法公布。（税理士記念日）
- 1942年 - 翼賛政治体制協議会結成。
- 1944年 - 竹槍事件がおこる。
- 1945年 - 硫黄島の星条旗: 第二次世界大戦: 硫黄島の戦いにて米兵が擂鉢山山頂に星条旗を掲揚[3]。
- 1945年 - 第二次世界大戦: イギリス空軍がプフォルツハイムを空襲、17,000人以上が死亡。
- 1947年 - 国際標準化機構（ISO）発足。
- 1955年 - 東南アジア条約機構 (SEATO) の最初の会議が開催。
- 1956年 - 東京中日新聞（現：東京中日スポーツ）創刊。
- 1962年 - 山口県防府市の山林に東西航空のデ・ハビランド DH.114 ヘロン機が墜落。乗員3人が死亡[4]。
- 1964年 - 国鉄の電子式座席予約システムMARS101が稼動開始。
- 1966年 - シリアでバアス党左派の軍事クーデターが成功。
- 1970年 - 英連邦王国内のギアナが共和制に移行し、ガイアナに改称。
- 1975年 - 山梨県甲府市で小学2年生の男児2人が未確認飛行物体とその搭乗者を目撃。
- 1977年 - 宇宙開発事業団が技術試験衛星「きく2号」を打上げ。日本初の静止衛星。
- 1981年 - スペインでアントニオ・テヘーロらによるクーデター未遂。（23-F）
- 1981年 - ローマ教皇ヨハネ・パウロ2世が来日。ローマ教皇として初の来日。
- 1987年 - 大マゼラン雲内に、400年以上の歴史で最も輝かしい、太陽1億個分のエネルギーで超新星爆発を起こしている超新星SN 1987Aを初観測[5]。カミオカンデでニュートリノを検出[6]。
- 1991年 - 浩宮徳仁親王の立太子の礼が行われる。
- 1994年 - 藤田小女姫殺害事件。
- 1999年 - オーストリア・ガルチュールで大きな雪崩が発生。 31人が死亡。
- 2002年 - コロンビアでイングリッド・ベタンクールが誘拐される。ベタンクールは6年半後の2008年7月2日に救出。
- 2003年 - ノラ・ジョーンズが第45回グラミー賞の主要4部門を含む8部門で受賞（現地時間）。
- 2006年 - トリノオリンピック第14日目、女子フィギュアスケートにて荒川静香がアジア初の金メダルに輝く。
- 2007年 - 鹿児島地方裁判所で志布志事件の被告人12名全員に無罪判決が下される。
- 2008年 - 新名神高速道路の亀山JCT - 草津田上IC49.7kmが部分開通。
- 2021年 - トヨタ自動車とウーブン・プラネット・ホールディングスが、スマートシティー「ウーブン・シティ」建設に向けた地鎮祭を、静岡県裾野市のトヨタ自動車東日本東富士工場跡地に隣接する旧車両ヤードで実施[7]。

## 誕生日

### 人物

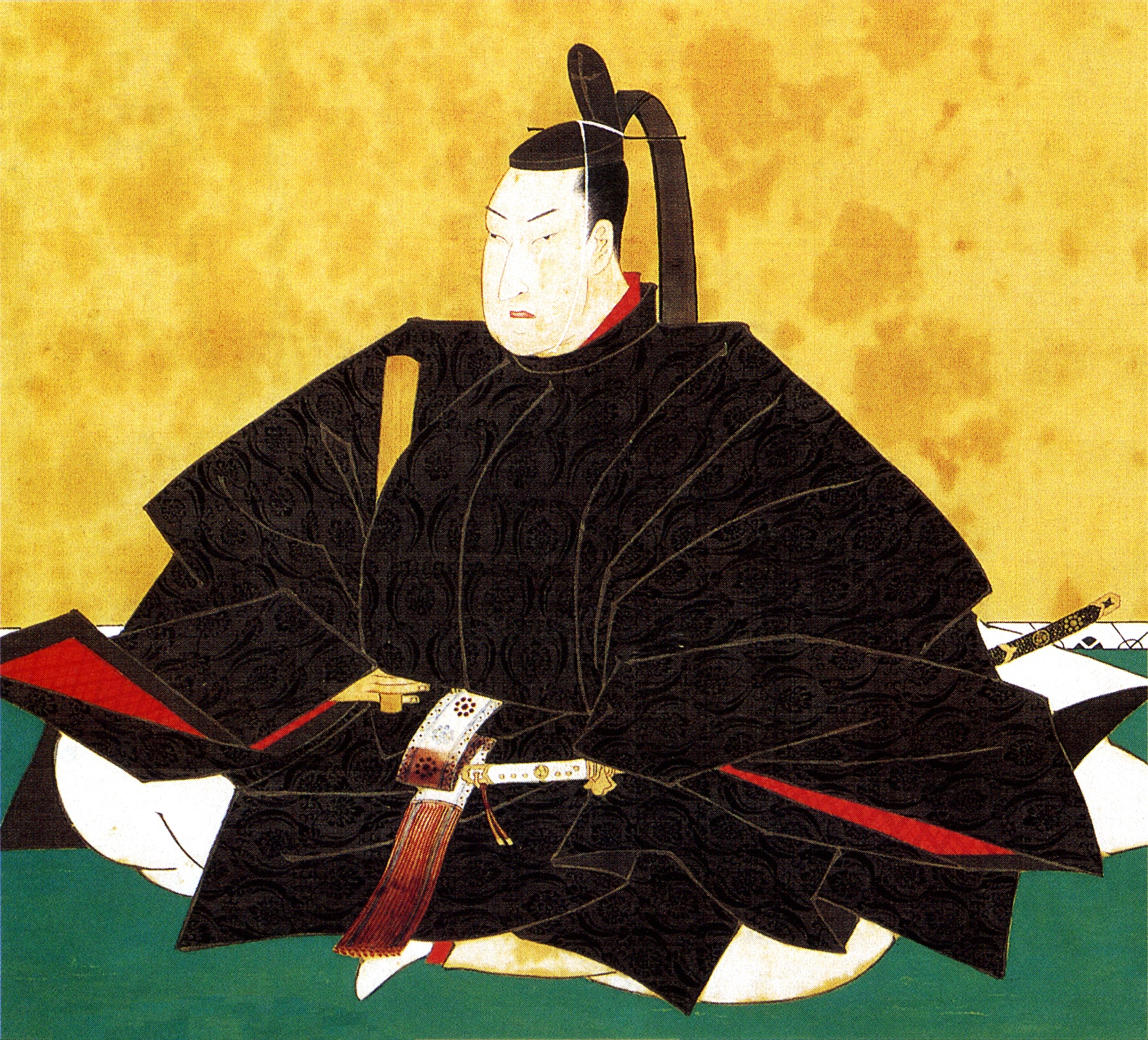
江戸幕府第5代将軍徳川綱吉(1646-1709)誕生。

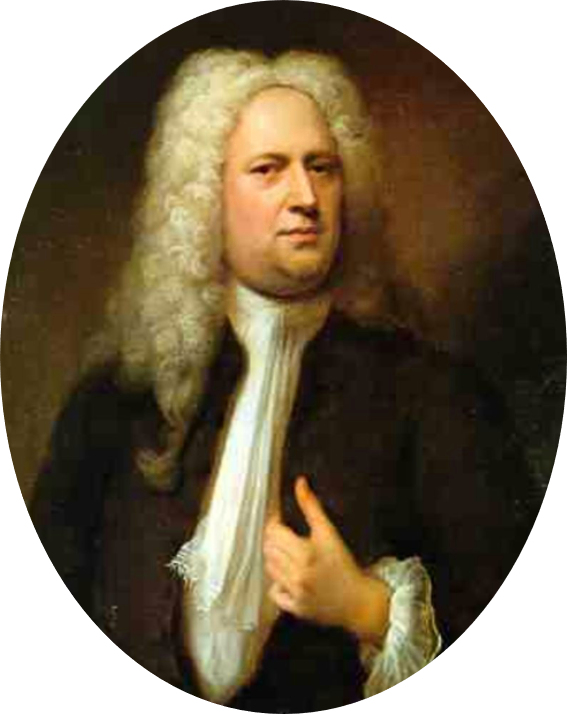
ヘンデル(1685-1759)誕生。

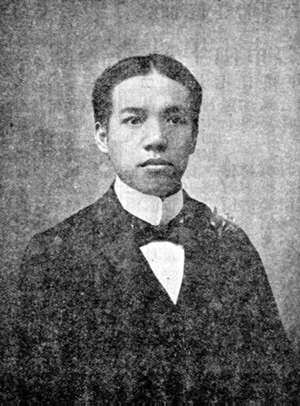
梁啓超(1873-1929)誕生。

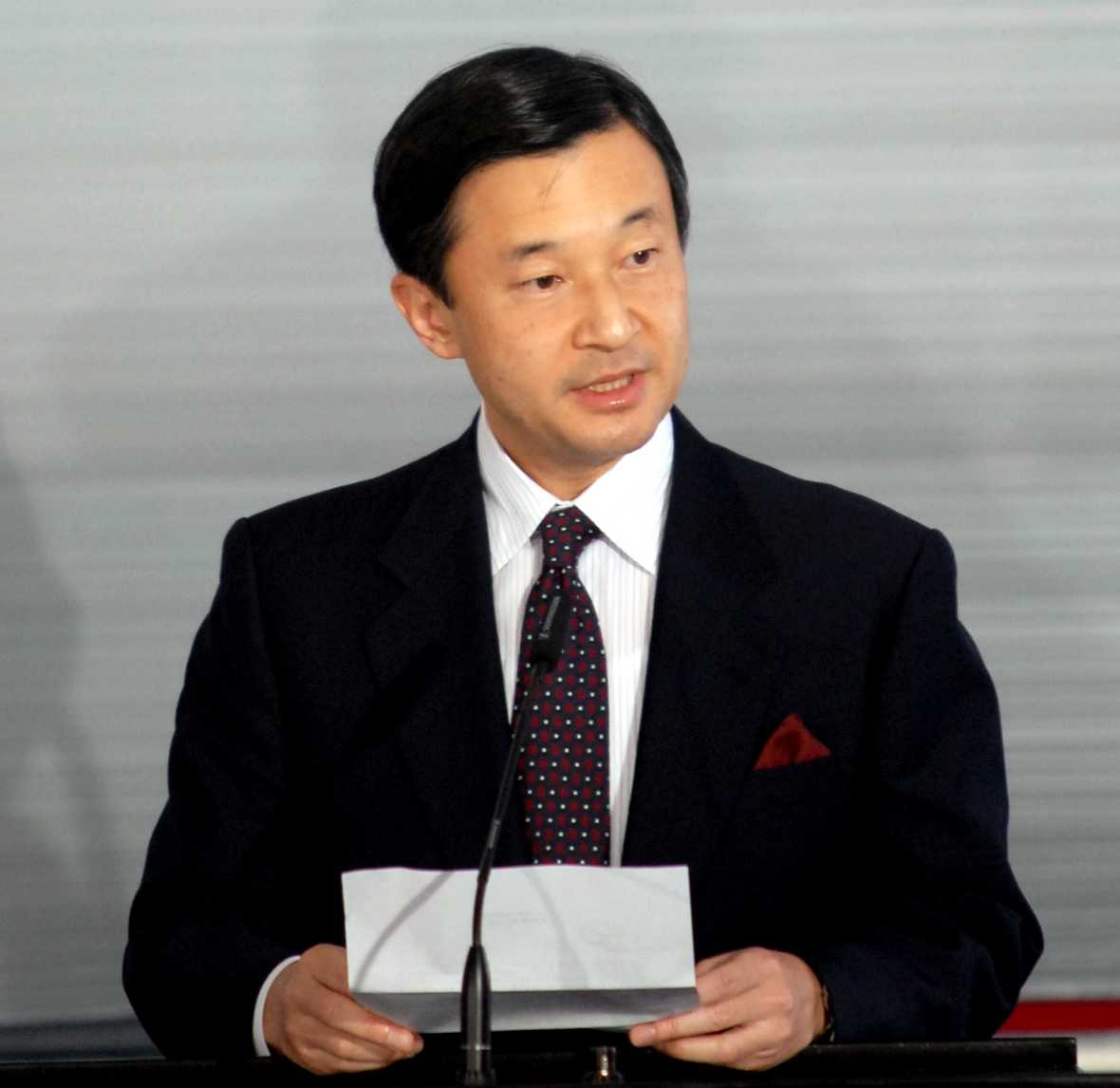
徳仁（第126代天皇）(1960-)誕生。

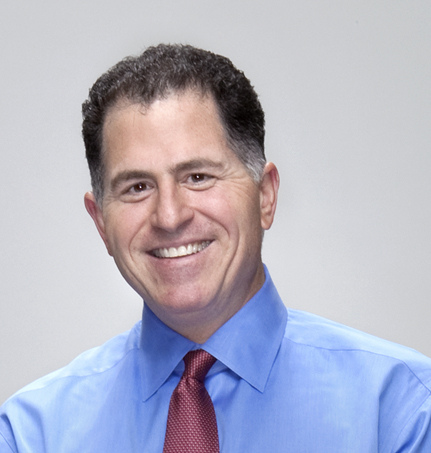
マイケル・デル(1965-)誕生。

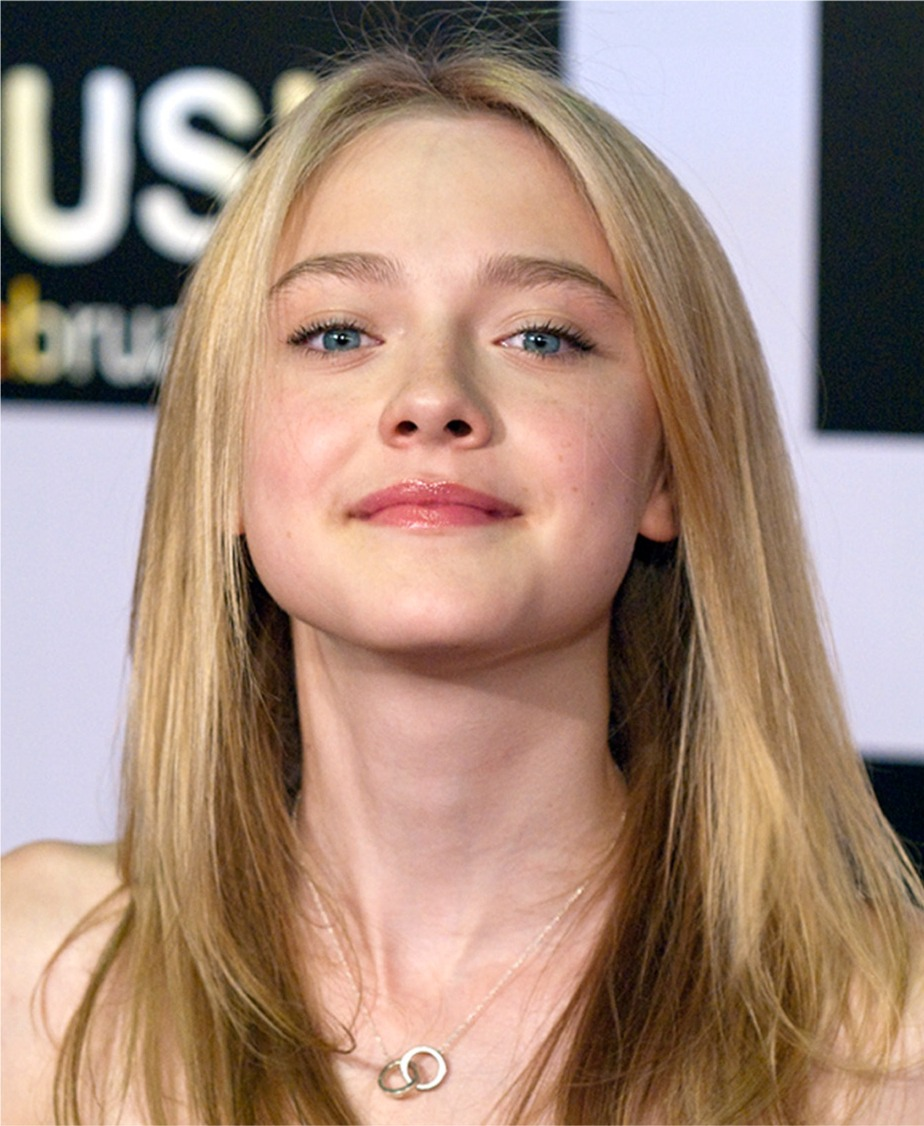
ダコタ・ファニング(1994-)誕生。

- 1417年 - パウルス2世、第211代ローマ教皇（+ 1471年）
- 1417年 - ルートヴィヒ9世、下バイエルン＝ランツフート公（+ 1479年）
- 1443年 - マーチャーシュ1世、ハンガリー王（+ 1490年）
- 1583年 - ジャン＝バチスト・モラン、数学者、占星術師（+ 1656年）
- 1646年（正保3年1月8日） - 徳川綱吉、江戸幕府第5代将軍（+ 1709年）
- 1648年 - アラベラ・チャーチル、ジェームズ2世の愛妾（+ 1730年）
- 1685年 - ゲオルク・フリードリヒ・ヘンデル、作曲家（+ 1759年）
- 1689年 - サミュエル・ベラミー、海賊（+ 1717年）
- 1744年 - マイアー・アムシェル・ロートシルト、銀行家（+ 1812年）
- 1817年 - ジョージ・フレデリック・ワッツ、画家、彫刻家（+ 1904年）
- 1818年 - アントニオ・フォンタネージ、画家（+ 1882年）
- 1823年 - グスタフ・ナハティガル、探検家（+ 1885年）
- 1840年 - カール・メンガー、経済学者（+ 1921年）
- 1842年 - エドゥアルト・フォン・ハルトマン、哲学者（+ 1906年）
- 1855年 - モーリス・ブルームフィールド、言語学者（+ 1928年）
- 1863年 - フランツ・フォン・シュトゥック、芸術家（+ 1928年）
- 1868年 - W・E・B・デュボイス、アメリカの公民権運動指導者（+ 1963年）
- 1872年（明治5年1月15日） - 平櫛田中、彫刻家（+ 1979年）
- 1873年 - アンシ、絵本作家、画家（+ 1951年）
- 1873年（清同治12年1月26日） - 梁啓超、政治家、ジャーナリスト、歴史学者（+ 1929年）
- 1876年 - 林銑十郎、政治家、第33代内閣総理大臣（+ 1943年）
- 1878年 - カジミール・マレーヴィチ、芸術家（+ 1935年）
- 1880年 - 武林無想庵、小説家、翻訳家（+ 1962年）
- 1882年 - 田渕豊吉、政治家（+ 1943年）
- 1883年 - カール・ヤスパース、哲学者（+ 1969年）
- 1884年 - 関操、俳優（+ 没年不詳）
- 1884年 - カシミール・フンク、生化学者（+ 1967年）
- 1885年 - 内田祥三、建築家（+ 1972年）
- 1886年 - 三島弥彦、陸上競技選手（+ 1954年）
- 1886年 - 伊藤勘作、実業家、政治家（+ 1951年）
- 1889年 - ヴィクター・フレミング、映画監督（+ 1949年）
- 1891年 - 倉田百三、劇作家、評論家（+ 1943年）
- 1892年 - アグネス・スメドレー、ジャーナリスト（+ 1950年）
- 1899年 - エーリッヒ・ケストナー、作家（+ 1974年）
- 1901年 - 北島忠治、ラグビーユニオン監督（+ 1996年）
- 1901年 - エドガー・エンデ、画家、作家（+ 1965年）
- 1904年 - テレンス・フィッシャー、映画監督（+ 1980年）
- 1905年 - 生方たつゑ、歌人（+ 2000年）
- 1906年 - 藤井丙午、実業家、財界人（+ 1980年）
- 1907年 - 李孝石、小説家（+ 1942年）
- 1908年 - レイ・ブラウン、野球選手（+ 1965年）
- 1909年 - 矢島武、農業経済学者、元旭川大学学長、北海道大学名誉教授（+ 1992年）
- 1913年 - 青山光二、小説家（+ 2008年）
- 1914年 - 遠山茂樹、歴史学者（+ 2011年）
- 1915年 - ポール・ティベッツ、アメリカ空軍将校（+ 2007年）
- 1915年 - 野間宏、作家（+ 1991年）
- 1916年 - 小林斗盦、書家、篆刻家（+ 2007年）
- 1920年 - 前川誠郎、美術史家（+ 2010年）
- 1924年 - クロード・ソーテ、映画監督（+ 2000年）
- 1924年 - アラン・コーマック、物理学者（+ 1998年）
- 1926年 - 中田勝、漢学者（+ 2015年）
- 1926年 - 若国一男、元大相撲力士（+ 1998年）
- 1927年 - ロバート・ニーリー・ベラー、社会学者（+ 2013年）
- 1930年 - 三浦公亮、航空宇宙工学者、東京大学名誉教授
- 1930年 - 志村五郎、数学者（+ 2019年）
- 1930年 - 大脇照夫、プロ野球選手（+ 2013年）
- 1932年 - 永井康雄、元プロ野球選手（+ 2023年）
- 1933年 - 白簱史朗、写真家（+ 2019年）
- 1934年 - 杉山明子、社会学者（+ 2023年）
- 1934年 - 安念山治、元大相撲力士、年寄6代立浪（+ 2021年）
- 1934年 - 池田満寿夫、画家、作家（+ 1997年）
- 1935年 - 新野新、放送作家
- 1936年 - 桑原和男、喜劇俳優（+ 2023年）
- 1936年 - 清元榮三、三味線奏者（+ 2016年）
- 1936年 - 内海好江、漫才師（+ 1997年）
- 1937年 - 白木万理、女優
- 1940年 - ピーター・フォンダ、俳優
- 1941年 - 大宅映子、評論家
- 1941年 - 矢ノ浦国満、元プロ野球選手
- 1941年 - 多田護、アナウンサー（+ 2017年）
- 1942年 - 的川泰宣、宇宙工学者
- 1943年 - 北大路欣也、俳優
- 1943年 - 麿赤兒、舞踏家、俳優
- 1944年 - バーナード・コーンウェル、小説家
- 1944年 - ジョニー・ウィンター、ミュージシャン（+ 2014年）
- 1944年 - 岩井宏、ミュージシャン（+ 2000年）
- 1945年 - 苑田聡彦、元プロ野球選手
- 1945年 - 木村皓一、実業家
- 1946年 - 宇崎竜童、ミュージシャン
- 1947年 - 水島藤一郎、実業家
- 1948年 - 月亭八方、落語家
- 1949年 - 岩沢二弓、歌手（ブレッド&バター）
- 1950年 - 石塚博昭、実業家
- 1951年 - 森重文、数学者
- 1951年 - 石橋幸治、元アナウンサー
- 1952年 - 中島みゆき、歌手
- 1952年 - 高橋淳之、元アナウンサー
- 1953年 - 中嶋悟、レーシングドライバー
- 1953年 - もとはしまさひで、漫画家
- 1953年 - フレッド・クハウルア、元プロ野球選手
- 1953年 - 村上英三、実業家（+ 2024年）
- 1954年 - ヴィクトル・ユシチェンコ、政治家、第3代ウクライナ大統領
- 1955年 - 新堀和男、俳優、殺陣師、アクション監督
- 1955年 - 吉崎栄泰、プログラマ
- 1955年 - 金谷祐子、脚本家
- 1955年 - 石田芳雄、元プロ野球選手
- 1955年 - 斉藤明夫、元プロ野球選手
- 1955年 - ハワード・ジョーンズ、ミュージシャン
- 1955年 - ロドニー・E・スレーター、弁護士、政治家
- 1956年 - 野口五郎、歌手、俳優
- 1956年 - ブラザートム、ミュージシャン、お笑いタレント
- 1956年 - 武藤浩、官僚
- 1956年 - 百田尚樹、作家、小説家
- 1956年 - 酒井美羽、漫画家
- 1958年 - 林マヤ、モデル、タレント
- 1958年 - 今剛、ギタリスト
- 1958年 - 若林健治、アナウンサー
- 1958年 - とり・みき、漫画家
- 1958年 - デヴィッド・シルヴィアン、ミュージシャン（元ジャパン）
- 1959年 - 遠藤雅伸、ゲームクリエイター
- 1959年 - 小川美潮、音楽家
- 1960年 - 徳仁、第126代天皇
- 1960年 - タック・ハーシー、ラジオDJ
- 1961年 - 中村裕之、政治家
- 1963年 - 飯星景子、タレント、エッセイスト
- 1963年 - ロブ・コリンズ、ミュージシャン（ザ・シャーラタンズ）（+ 1996年）
- 1963年 - ボビー・ボニーヤ、元プロ野球選手
- 1964年 - 坂本英三、ミュージシャン
- 1964年 - 市橋浩治、実業家、映画プロデューサー
- 1964年 - 小野幸司、柔道家
- 1964年 - ジョン・ノーラム、ギタリスト（ヨーロッパ）
- 1964年 - エドガー・F・コッド、ソフトウェア技術者
- 1965年 - マイケル・デル、デル創始者
- 1965年 - クリスティン・デイヴィス、女優
- 1965年 - ヘレナ・スコバ、元テニス選手
- 1967年 - 浅野哲也、サッカー選手、指導者
- 1967年 - 西野七海、キャスター、リポーター
- 1968年 - 山本圭壱、お笑いタレント（極楽とんぼ）
- 1968年 - 横山典弘、騎手
- 1968年 - 加藤寛規、レーシングドライバー
- 1968年 - 井上三太、漫画家、デザイナー
- 1969年 - 後藤ひろひと、俳優、脚本家
- 1969年 - 小川悦司、漫画家
- 1969年 - 鬼ノ仁、漫画家、イラストレーター
- 1969年 - 竹内明、TBSテレビ報道局記者
- 1969年 - 宮川一彦、元プロ野球選手
- 1969年 - 平山ユージ、フリークライマー
- 1970年 - 相田翔子、タレント（Wink）
- 1970年 - 羽柴誠、俳優
- 1971年 - 小田井涼平、俳優
- 1971年 - 福岡晶、元プロレスラー
- 1972年 - 私市淳、声優
- 1972年 - 渡辺智子、プロレスラー
- 1973年 - 安藤広郎、俳優
- 1974年 - ステファン・ベルナディス、フィギュアスケート選手
- 1975年 - 永田亮子、声優
- 1975年 - 佐藤麻美、アナウンサー
- 1976年 - 玉本奈々、現代美術作家、著者
- 1976年 - きょうくん、お笑いタレント（チョップリン、ザ・プラン9）
- 1976年 - 大滝奈穂、アナウンサー
- 1976年 - ケリー・マクドナルド、女優
- 1977年 - 田中秀太、元プロ野球選手
- 1977年 - 天野和明、 アルパインクライマー
- 1978年 - ぶんけかな、歌手
- 1978年 - 石橋武宜、気象予報士
- 1978年 - 柴田拓、アナウンサー
- 1978年 - 杉上佐智枝、元アナウンサー
- 1978年 - 本橋由香、女優、タレント（+ 2024年）
- 1979年 - 中嶋愛、ファッションモデル、タレント、ファッションデザイナー
- 1979年 - 太田有美、タレント、女優
- 1979年 - クリス・アギーラ、元プロ野球選手
- 1980年 - 鈴木渉、ベーシスト
- 1980年 - 虹歩、ストリッパー
- 1981年 - 中原麻衣[8]、声優
- 1981年 - ホセ・アンヘル・ガルシア、野球選手
- 1981年 - ボッティ、サッカー選手
- 1981年 - ギャレス・バリー、サッカー選手
- 1981年 - インナ・コロブキナ、女優
- 1982年 - dorlis、歌手
- 1982年 - 大橋栄里佳、競艇選手
- 1982年 - 七園未梨、元グラビアアイドル
- 1983年 - 近藤春菜、お笑いタレント（ハリセンボン）
- 1983年 - 望月三有、タレント、声優
- 1983年 - 笹川美和、シンガーソングライター
- 1983年 - 黒沢ダイスケ（96）、ギタリスト、作曲家（軌道共鳴 Orbital Resonance）
- 1983年 - エミリー・ブラント、女優
- 1983年 - ミド、元サッカー選手
- 1983年 - コンスタンチン・メンショフ、フィギュアスケート選手
- 1984年 - YUKI、歌手（BENNIE K）
- 1984年 - 岩井堂聖子、女優
- 1984年 - 丸居沙矢香、タレント
- 1984年 - 清水誠、お笑い芸人（キュウ）
- 1985年 - 穐田和恵、歌手、タレント（元SDN48）
- 1985年 - デッドボールP、音楽家、ボカロP
- 1985年 - 木暮安由、競輪選手
- 1985年 - 神戸拓光、元プロ野球選手
- 1986年 - 亀梨和也、俳優、タレント（元KAT-TUN）
- 1986年 - 三倉茉奈、女優、タレント（マナカナ）
- 1986年 - 三倉佳奈、女優、タレント（マナカナ）
- 1986年 - 阿川祐未、女優、リングアナウンサー
- 1986年 - 相内優香、テレビ東京アナウンサー
- 1986年 - ベラ・セシナ、新体操選手
- 1986年 - オーラ・スヴェンソン、シンガーソングライター
- 1987年 - 東塚菜実子、タレント
- 1987年 - 潤音、グラビアアイドル
- 1987年 - 梅崎司、サッカー選手
- 1987年 - 臥牙丸勝、元大相撲力士
- 1987年 - 高橋徹、元プロ野球選手
- 1988年 - 江村修平、俳優
- 1988年 - 福永美春、フリーアナウンサー
- 1989年 - エヴァン・ベイツ、フィギュアスケートアイスダンス選手
- 1989年 - 中川美樹、元グラビアアイドル
- 1989年 - ウィリン・ロサリオ、プロ野球選手
- 1990年 - 髙橋彩、アナウンサー
- 1990年 - 藤井翼、元プロ野球選手
- 1990年 - 美濃部ゆう、元体操選手
- 1991年 - 森下宗、元プロ野球選手
- 1991年 - 大沢美加、元AV女優
- 1992年 - 増田美香、アナウンサー
- 1992年 - 青木祐樹、ラグビー選手
- 1992年 - コーリー・アダムソン、プロ野球選手
- 1993年 - 石川佳純、卓球選手
- 1993年 - 村山謙太、陸上選手
- 1993年 - 村山紘太、陸上選手
- 1994年 - ダコタ・ファニング、女優
- 1994年 - ジョー・マッカーシー、プロ野球選手
- 1995年 - ささの堅太、俳優
- 1995年 - 和島大海、キックボクサー
- 1997年 - 西沢幸奏、歌手
- 1997年 - 近藤里奈、アイドル（元NMB48）
- 1998年 - 桑島真里乃、女優
- 1998年 - バンダリ亜砂也、モデル、俳優
- 1998年 - 三川華月、声優
- 1999年 - 奥山葵、女優
- 1999年 - ンダウ・ターラ、サッカー選手
- 2000年 - 大出菜々子、女優
- 2000年 - 小野楓馬、騎手
- 2000年 - 高橋虎太郎、ラグビー選手
- 2000年 - 髙松智美ムセンビ、陸上競技選手
- 2000年 - 井上絢登、プロ野球選手
- 2001年 - 久間田琳加、ファッションモデル、女優
- 2001年 - 前川歌音、女優、歌手
- 2002年 - Red Eye、ラッパー
- 2004年 - 絵森彩、声優（Liella!）、元アイドル（元ハコイリ♡ムスメ）
- 2004年 - 大西風雅、アイドル（関西ジュニア、Lilかんさい）
- 2004年 - 森本茉莉、アイドル（日向坂46）
- 2004年 - 山口陽世、アイドル（日向坂46）
- 2012年 - エステル、スウェーデン王女
- 生年不詳 - 岩河拓吾、声優
- 生年不詳 - 浅野りん[9]、漫画家
- 生年不詳 - 伊万里すみ子、漫画家
- 生年不詳 - 竹内元紀、漫画家
- 生年不詳 - 藤也卓巳、漫画家
- 生年不詳 - 宮条カルナ、漫画家

### 人物以外（動物など）
- 2003年 - アドマイヤムーン、元競走馬、種牡馬
- 2011年 - ワンアンドオンリー、元競走馬、種牡馬

## 忌日
- 749年（天平21年2月2日） - 行基、大僧正（* 668年）
- 1442年 - グムンデンのヨハネス、天文学者、数学者
- 1447年 - エウゲニウス4世、第207代ローマ教皇（* 1383年）
- 1507年 - ジェンティーレ・ベリーニ、画家（* 1429年）
- 1525年（大永5年2月2日） - 実如、浄土真宗の僧（* 1458年）
- 1572年 - ピエール・セルトン、作曲家
- 1594年（文禄3年1月4日） - 曲直瀬正盛（道三）、戦国時代の医師（* 1507年）
- 1603年 - アンドレア・チェザルピーノ、植物学者、哲学者、医師（* 1519年/1524年/1525年頃）
- 1632年 - ジャンバティスタ・バジーレ、詩人（* 1575年）
- 1641年（寛永18年1月14日） - 諏訪頼水、初代諏訪藩主（* 1571年）
- 1704年 - ゲオルク・ムッファト、作曲家（* 1653年）
- 1717年 - マグヌス・ステンボック、スウェーデンの軍人（* 1665年）
- 1730年 - ベネディクトゥス13世、第245代ローマ教皇（* 1649年）
- 1745年 - ヨーゼフ・エフナー、造園家、作庭家、建築家（* 1687年）
- 1766年 - スタニスワフ・レシチニスキ、ポーランド王（* 1677年）
- 1792年 - ジョシュア・レノルズ、画家（* 1723年）
- 1812年 - エティエンヌ・ルイ・マリュス、軍人、技術者、物理学者、数学者（* 1775年）
- 1821年 - ジョン・キーツ、詩人（* 1795年）
- 1830年 - ジャン＝ピエール・ノルブラン・ド・ラ・グルデーヌ、画家、彫刻家（* 1745年）
- 1848年 - ジョン・クィンシー・アダムズ、政治家、第6代アメリカ合衆国大統領（* 1767年）
- 1855年 - カール・フリードリヒ・ガウス、数学者（* 1777年）
- 1857年（安政4年1月29日） - 姉小路公遂、公卿（* 1794年）
- 1859年 - ジグムント・クラシンスキ、詩人、作家（* 1812年）
- 1897年 - ヴォルデマール・バルギール、作曲家（* 1828年）
- 1900年 - アーネスト・ダウスン、詩人（* 1867年）
- 1903年 - フリードリヒ・グリュッツマッハー、チェリスト（* 1832年）
- 1905年 - 田中久重、実業家（* 1846年）
- 1917年 - ジャン・ガストン・ダルブー、数学者（* 1842年）
- 1918年- ゾフィー・メンター、ピアニスト、作曲家（* 1846年）
- 1918年 - 波多野鶴吉、実業家、郡是製絲（現：グンゼ）創業者（* 1858年）
- 1926年 - 淡島寒月、小説家、画家（* 1859年）
- 1929年 - 三崎省三、実業家、元阪神電気鉄道専務（* 1867年）
- 1931年 - ネリー・メルバ、オペラ歌手（* 1861年）
- 1933年 - 近藤勇五郎、剣術家（* 1851年）
- 1934年 - エドワード・エルガー、作曲家（* 1857年）
- 1934年 - 岡本連一郎、陸軍軍人（* 1878年）
- 1940年 - 市川左團次 (2代目)、歌舞伎役者（* 1880年）
- 1944年 - レオ・ベークランド、化学者（* 1863年）
- 1945年 - アレクセイ・ニコラエヴィッチ・トルストイ、小説家（* 1883年）
- 1946年 - 山下奉文、日本陸軍大将（* 1885年）
- 1950年 - 野上豊一郎、英文学者（* 1883年）
- 1951年 - 鈴木文史朗、新聞記者、政治家（* 1890年）
- 1955年 - ポール・クローデル、劇作家、詩人、外交官（* 1868年）
- 1958年 - ユリアン・シトコヴェツキー、ヴァイオリニスト（* 1925年）
- 1961年 - 山田きみ[10]、教育者、青森山田学園創立者（* 1888年）
- 1962年 - 川口為之助、政治家、初代公選千葉県知事（* 1881年）
- 1967年 - 矢崎源九郎、言語学者（* 1921年）
- 1969年 - サウード・ビン・アブドゥルアズィーズ、第2代サウジアラビア国王（* 1902年）
- 1969年 - コンスタンティン・シルヴェストリ、指揮者（* 1913年）
- 1973年 - ディキソン・W・リチャーズ、内科医、生理学者、ノーベル生理学・医学賞受賞者（* 1895年）
- 1974年 - ジョージ・ファン・ビースブルック、天文学者（* 1880年）
- 1974年 - ウィリアム・F・ノーランド、政治家（* 1908年）
- 1975年 - ハンス・ベルメール、画家、写真家（* 1902年）
- 1981年 - 田中筆子、女優（* 1913年）
- 1983年 - ハーバート・ハウエルズ、作曲家（* 1892年）
- 1984年 - ウーヴェ・ヨーンゾン、小説家（* 1934年）
- 1989年 - 神代錦、女優、宝塚歌劇団花組（* 1917年）
- 1989年 - 山田昇、ヒマラヤ登山家、8000メートル峰9座登頂者（* 1950年）
- 1994年 - 藤田小女姫、占い師（* 1938年）
- 1995年 - ジェイムズ・ヘリオット、著作家、獣医師（* 1916年）
- 1996年 - 杵屋勝東治、三味線奏者（* 1909年）
- 1996年 - ヘルムート・シェーン、サッカー選手、指導者（* 1915年）
- 1996年 - 小坂徳三郎、実業家、政治家（* 1916年）
- 1996年 - ジョセフ・W・バー、第59代アメリカ合衆国財務長官（* 1918年）
- 1997年 - トニー・ウィリアムス、ジャズミュージシャン（* 1945年）
- 1999年 - ルース・ギップス、作曲家、ピアニスト、オーボエ奏者（* 1921年）
- 1999年 - 河野友美、食品研究科（* 1929年）
- 1999年 - カルロス・ハスコック、軍人、狙撃手（* 1942年）
- 2000年 - スタンリー・マシューズ、サッカー選手（* 1915年）
- 2002年 - 山口森三、政治家、初代静岡県藤枝市長（* 1907年）
- 2003年 - 小尾乕雄、教育者（* 1907年）
- 2003年 - ロバート・キング・マートン、社会学者（* 1910年）
- 2003年 - 田村義也、編集者、装幀家（* 1923年）
- 2006年 - ルナ・レオポルド、地形学者、水文学者（* 1915年）
- 2007年 - 鳥居滋夫、アナウンサー（* 1933年）
- 2007年 - 高森邦夫、アナウンサー、実業家（* 1936年）
- 2007年 - パスカル・ヨアジマナジ、政治家、チャド首相（* 1950年）
- 2007年 - 池田晶子、文筆家（* 1960年）
- 2008年 - ポール・フレール、自動車評論家、F1レーサー（* 1917年）
- 2008年 - ヤネス・ドルノウシェク、第2代スロベニア大統領（* 1950年）
- 2009年 - 吉田茂夫、実業家、元阪急交通社社長（* 1920年）
- 2009年 - スヴェレ・フェーン、建築家（* 1924年）
- 2009年 - 小佐井伸二、フランス文学者（* 1933年）
- 2009年 - トゥーリッキ・ピエティラ、グラフィックデザイナー（* 1933年）
- 2010年 - 浜田けい子、児童文学作家、翻訳家（* 1928年）
- 2010年 - 藤井格、政治家、元徳島県海部郡美波町長、同県同郡日和佐町長（* 1934年）
- 2010年 - 岸田袈裟、食物栄養研究家（* 1943年）
- 2011年 - 堀田弥一、登山家（* 1909年）
- 2011年 - 鈴木圭一郎、元プロ野球選手（* 1922年）
- 2011年 - 遠藤優、実業家、元イビデン社長（* 1929年）
- 2011年 - 網岡雄、政治家、元衆議院議員（* 1930年）
- 2012年 - 中村雀右衛門、歌舞伎役者、映画俳優（* 1920年）
- 2012年 - 篠永善雄、政治家、元伊予三島市（現・四国中央市）長（* 1927年）
- 2012年 - 田中美一、アマチュア野球審判員（* 1938年）
- 2013年 - 稲垣瑞雄、作家、詩人（* 1931年）
- 2013年 - 片倉もとこ、文化人類学者、元国際日本文化研究センター所長（* 1937年）
- 2014年 - アリス・ヘルツ＝ゾマー、ピアニスト（* 1903年）
- 2014年 - 志村豊志郎、政治家、東京都練馬区長（3期）（* 1932年）
- 2014年 - 成田興史、英米文学者・文化学者、名古屋市立大学名誉教授（* 1942年）
- 2015年 - 和田悟朗、俳人、化学者、奈良女子大学名誉教授（* 1923年）
- 2015年 - 四島司、銀行家、元福岡シティ銀行頭取（* 1925年）
- 2016年 - 安倍徹郎、脚本家、放送作家（* 1928年）
- 2016年 - 上野哲弘、政治家、元新宮市長（* 1944年）
- 2017年 - 樋口隆昌、生化学者、京都大学名誉教授（* 1927年）
- 2017年 - リオン・ウェア、ミュージシャン（* 1940年）
- 2017年 - 若吉葉重幸、元大相撲力士（* 1945年）
- 2018年 - ダーウォード・ノウルズ、セーリング選手、1964年東京五輪金メダリスト（* 1917年）
- 2018年 - ルイス・ギルバート、映画監督（* 1920年）
- 2018年 - 永利友喜、政治家、元小金井市長（* 1923年）
- 2019年 - 長澤和俊、東洋史学者、早稲田大学名誉教授（* 1928年）
- 2019年 - キャサリン・ヘルモンド、女優（* 1929年）
- 2019年 - 富永健一、社会学者、東京大学名誉教授（* 1931年）
- 2019年 - 樹美音、歌手、女優（* 1959年）
- 2020年 - 渡邉智哲、スーパーセンチナリアン（* 1907年）
- 2020年 - 吉岡剛、柔道家、徳山大学教授（* 1956年）
- 2020年 - 松島茂、アナウンサー（* 1972年）
- 2021年 - アハマド・ザキ・ヤマニ、サウジアラビア石油相、弁護士（* 1930年）
- 2021年 - トルモト・クヌートセン、元ノルディック複合選手、1964年インスブルック五輪金メダリスト（* 1932年）
- 2021年 - マーガレット・マロン、推理小説家（* 1938年）
- 2021年 - 鵜木洋二、経営者、福岡ダイエーホークス初代球団社長、学校法人福岡工業大学理事長（* 1940年）
- 2021年 - ファウスト・グレシーニ、元ロードレースライダー、グレシーニ・レーシング創設者（* 1961年）
- 2022年 - 林聖子、経営者、文壇バー「風紋」のマダム（* 1928年）
- 2022年 - アントニエッタ・ステッラ、ソプラノ歌手（* 1929年）
- 2022年 - 松本キミ子、彫刻家、美術教師（* 1940年）
- 2023年 - スリム・ボルグッド、元レーシングドライバー、ドラマー（* 1946年）
- 2023年 - 黒田隼之介、ギタリスト（sumika）（* 1988年）
- 2024年 - 角田義一、政治家、弁護士（* 1937年）
- 2024年 - マノーハル・ジョーシー、政治家、元ムンバイ市長、元マハーラーシュトラ州首相（* 1937年）
- 2024年 - ヨアン・ハーンアッペル、フィギュアスケート選手（* 1940年）
- 2024年 - ヴャチェスラフ・レベデフ、裁判官、元ロシア連邦最高裁判所長官（* 1943年）
- 2024年 - ウィルソン・フィッティパルディ、レーシングドライバー（* 1943年）
- 2024年 - 河合弘隆、経営者、元河合楽器製作所社長（* 1947年）
- 2024年 - 新沙洞の虎、作曲家、音楽プロデューサー（* 1983年）
- 2025年 - 神戸孝夫、オペラ歌手（* 1955年）

## 記念日・年中行事

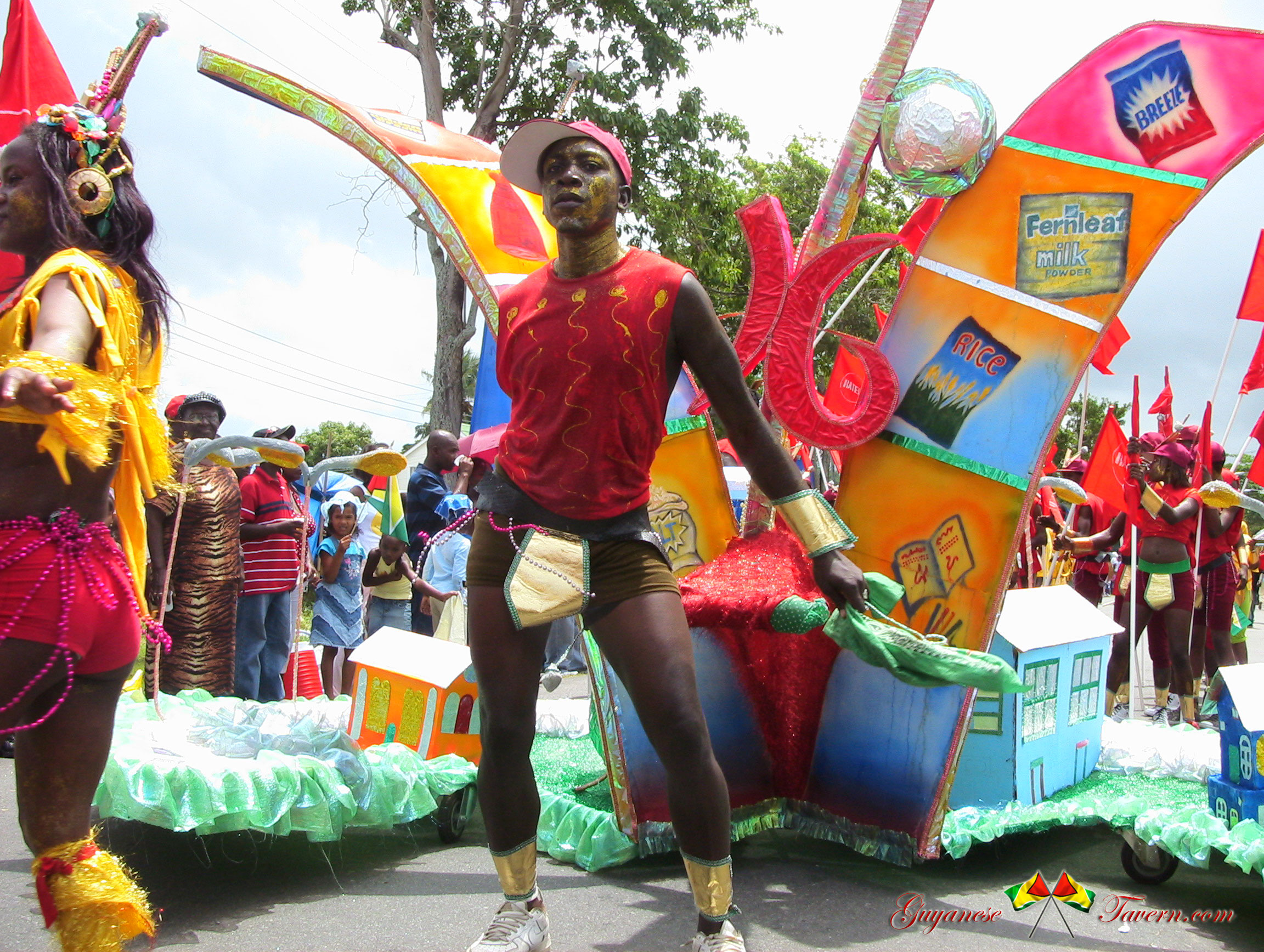
ガイアナの「共和国の日」

- 天皇誕生日（ 日本：国家の日）
今上天皇（第126代天皇徳仁：1960年〈昭和35年〉生まれ）の誕生日を祝うための国民の祝日。
2019年（平成31年）4月30日の天皇明仁（第125代天皇→上皇）の譲位に伴い、明仁の誕生日である12月23日（即ち平成時代の天皇誕生日）に代わって、2020年（令和2年）から祝日となる。
- 祖国防衛の日（英語版）（ ロシア）
1918年の第一次世界大戦下のこの日、ソビエト連邦の赤軍（→ソ連地上軍→ロシア陸軍）がドイツ帝国軍（→ヴァイマル共和国軍→ドイツ国防軍→ドイツ連邦軍）に初めて勝利したことを記念。当初は赤軍の日で、1949年に陸軍記念日となり、ソビエト連邦の崩壊後の1991年に現在の名称になった。
- 共和国の日（英語版）（ ガイアナ）
1970年のこの日、 英連邦王国内のギニアが共和制に移行し、ガイアナに改称した。
- 建国記念日（ ブルネイ）
ブルネイダルサラームは、1984年1月1日にイギリスから独立を宣言したが[11]、2月23日にイギリスのブルネイ支配が終了し、この日が正式な独立の日となった。  建国記念日は、マレー語で「ハリ・ナシオナル」としても知られる。
- ロータリー設立記念日（ 世界）
1905年のこの日、米国イリノイ州シカゴで弁護士ポール・ハリスと友人3人が、後にロータリークラブとなる相互扶助クラブの最初の会合を開いた。
- 税理士記念日（ 日本）
1942年（昭和17年）2月23日に「税理士法」の前身である「税務代理士法」が制定されたことを記念して、日本税理士会連合会が1969年（昭和44年）に制定[12][13][14][15]。
- ふろしきの日（ 日本）
「つ(2)つ(2)み(3)」の語呂合わせで京都ふろしき会が制定[15]。
- 工場夜景の日（ 日本）
2011年2月23日に神奈川県川崎市で第1回全国工場夜景サミットが実施されたことを記念して、全国工場夜景都市協議会が2016年に制定[16]。
- 富士山の日（ 日本）
1996年（平成8年）1月1日、筑波大学附属高等学校の地理教諭田代博が運営責任者を務めるパソコン通信「NIFTY-Serve」内のフォーラム「山の展望と地図のフォーラム(FYAMAP)」が制定[14][15]。その後に山梨県南都留郡河口湖町（→富士河口湖町）が2001年（平成13年）12月に同様の宣言をして、静岡県も2009年（平成21年）に県条例で制定している。